# La Barge
La Barge – miasto w Stanach Zjednoczonych, w stanie Wyoming, w hrabstwie Lincoln.